# Comité national des jeunes du Parti québécois
Le Comité national des jeunes du Parti québécois (CNJPQ) est l'aile jeunesse du Parti québécois. Il a pour objectif principal de faire la promotion de la cause indépendantiste auprès des jeunes. Il a aussi comme visée d'innover, de rechercher et d'écouter les nouvelles idées, de travailler avec tous les membres pour renouveler les positions du parti afin que ses actions et ses engagements reflètent la volonté des Québécoises et des Québécois.

## Présentation
Le comité national des jeunes du Parti québécois est un mouvement politique regroupant la jeunesse militante québécoise pour l'indépendance du Québec. Elle diffuse ses idées afin de sensibiliser les jeunes sur l'avenir du Québec et animent des débats qui permettent d'échanger lors de nombreuses discussions. Le CNJPQ soumet les idées portées par les jeunes des quatre coins du Québec aux membres du Parti québécois pour faire en sorte que le parti comprenne les préoccupations des jeunes, qui décideront bientôt des grandes orientations du Québec. Le CNJPQ a également pour mission de parler aux jeunes Québécois et de les informer ainsi que de les intéresser à la vie publique et politique. Par le biais de rencontres, de kiosques et de débats, le CNJPQ s'emploie à la promotion de la l'indépendance du Québec.

## Fonctionnement
Le CNJPQ est composé de toute personne de moins de 30 ans membres du Parti québécois. L'organisation se divise en trois paliers; le local, le régional et le national.  
Le palier local est composé des représentants jeunes sur les 125 exécutifs de circonscriptions. Un exécutif local possède un poste de représentant jeune masculin et un féminin. Ces représentants jeunes sont élus lors des assemblées générales annuelles (AGA) où tous les membres jeunes du comté ont le droit de vote.
Le palier régional est constitué par les comités régionaux jeunes des 32 régions du Québec, ces comités sont formés par les représentants jeunes des circonscriptions de la région, des présidents des cellules étudiantes de la région et de la présidence régionale jeune (PRJ). C'est le comité qui a le pouvoir d'élire la PRJ, chose qui doit être faite tous les 2 ans.
On retrouve 2 instances du côté national, le conseil de coordination des jeunes et le conseil exécutif national.
Lors des congrès et des conseils nationaux du parti et des congrès du CNJPQ, seuls les représentants jeunes, les présidents régionaux, les présidents de cellules étudiantes et les membres du conseil exécutif national ont des postes de délégués et ont le droit de vote. 

## Le conseil de coordination des jeunes
Le conseil de coordination des jeunes (CCJ) est l’instance responsable d’adopter le plan d’action du Conseil national des jeunes du Parti, d’assurer la liaison avec les associations locales et régionales, de coordonner les activités du Conseil national des jeunes et de combler les vacances au Comité exécutif national des jeunes (CENJ). Il est composé des 29 postes de présidences régionales jeunes (PRJ), des présidents de comité d'affinités jeunes (PCA), des membres du CENJ, et des différentes personnes nommées par le CENJ sur les autres instances du parti. 
Les régions représentées sont les suivantes: 
- Abitibi-Témiscamingue
- Bas Saint-Laurent
- Beauce Appalaches
- Capitale Nationale
- Centre-de-Montréal
- Centre-du-Québec
- Côte Nord
- Est-de-Montréal
- Estrie
- Gaspésie-Îles-de-la-Madeleine
- Grand Lévis
- Grand Longueuil
- Lac-Saint-Jean-Ungava
- Lanaudière-Nord
- Lanaudière-Sud
- Laurentides-Nord
- Laurentides-Sud
- Laval
- Les Patriotes
- Mauricie
- Nord-de-Montréal
- Ouest-de-Montréal
- Outaouais
- Roussillon
- Royaume du Saguenay
- Sud-de-Montréal
- Suroit
- Yamaska-Missisquoi

## Conseil exécutif national des jeunes
Le conseil exécutif national des jeunes est composé de neuf membres élus par leurs pairs. Ensemble, ils coordonnent les activités de mobilisation nationales, adoptent et défendent des propositions dans les différentes instances du Parti, communiquent leurs idées aux jeunes, apportent un soutien aux comités d'affinités jeunes, présidences régionaux jeunes (PRJ) et représentants jeunes. Les postes sont tous remis en élection lors des congrès jeunes. Depuis le congrès du parti à Trois-Rivières en 2019, l'exécutif national se compose de 4 postes de conseillers, 4 postes de conseillères et un poste à la présidence. Voici la composition du conseil exécutif national :
| Poste       | 2025                         | 2024                 | 2023                 | 2022                      | 2022                      | 2021                     | 2020                    | 2019               | 2018               | 2017                         | 2016                    | 2015                    | 2014                     | 2013                  | 2012                     | 2011                     | 2010                | 2009                       |
| ----------- | ---------------------------- | -------------------- | -------------------- | ------------------------- | ------------------------- | ------------------------ | ----------------------- | ------------------ | ------------------ | ---------------------------- | ----------------------- | ----------------------- | ------------------------ | --------------------- | ------------------------ | ------------------------ | ------------------- | -------------------------- |
| Présidence  | Carolanne Boileau            | Émile Simard         | Émile Simard         | Marie-Laurence Desgagné   | Marie-Laurence Desgagné   | Marie-Laurence Desgagné  | Alec Ordon              | Frédérique St-Jean | Frédérique St-Jean | Marc-André Bouvette          | Ariane Cayer            | Ariane Cayer            | Léo Bureau-Blouin        | Frédéric St-Jean      | Frédéric St-Jean         | Alexandre Banville       | Christine Normandin | Alexandre Thériault-Marois |
| Conseillère | Rosalie Bérubé               | Josianne Paradis     | Josianne Paradis     | Josianne Paradis          | Josianne Paradis          | Josianne Paradis         | Marie-Laurence Desgagné | Élisabeth Gendron  | Élisabeth Gendron  | Chloe Bell                   | Marc-André Michaud      | Marc-André Michaud      | Vincent-Gabriel Langlois | Odette Lavigne        | Geneviève Gendron-Nadeau | Geneviève Gendron-Nadeau | Karina Maryse Auger | Martine Leblanc Constant   |
| Conseillère | Alicia Parenteau-Malakhanian | Florence Marquis     | Florence Marquis     | Gabrielle Desjardins      | Gabrielle Desjardins      | Gabrielle Desjardins     | Gabrielle Desjardins    | Darcy L'Italien    | Melissa Nilsson    | David Carpentier             | Guillaume Rousseau      | Guillaume Rousseau      | Stéfanie Tougas          | Ariane Cayer          | Marc-André Pharand       | Alexandre Goyer          | Vincent Roy         | Vincent Roy                |
| Conseillère | Alexie Pollender-Leclerc     | Carolanne Boileau    | Carolanne Boileau    | Soledad Orihuela-Bouchard | Soledad Orihuela-Bouchard | Charlotte Lévesque-Marin | Gabrielle Gagnon        | Marc-Antoine Lemay | Vincent Despins    | Thierry Bilodeau             | Camille Goyette-Gingras | Camille Goyette-Gingras | Alexandre Banville       | Gabriel Serena        | Ariane Lefebvre          | Étienne Richer           | Alexandre Banville  | Gabrielle Lemieux          |
| Conseillère | Agathe Lambert               | Katrina Archambault  | Laurence Massey      | Cloe Rose Jenneau         | Cloe Rose Jenneau         | Cloe Rose Jenneau        | Marjorie Côté           | Sophie Lemieux     | Sophie Lemieux     | Jean-François Lague          | Vincent Blais-Fortin    | Vincent Blais-Fortin    | Mathieu Morin            | Dany Jr Gagnon        | Jérome Simard            | Jérome Simard            | Frédéric St-Jean    | Frédéric St-Jean           |
| Conseiller  | Hugo Barrette                | Éden Bélanger        | Éden Bélanger        | Vincent Boulay            | Vincent Boulay            | Vincent Boulay           | Vincent Boulay          | Marjorie Côté      | Darcy l'Italien    | Laurie Mongrain              | Mathieu Désilets        | Mathieu Désilets        | Ariane Cayer             | Vacant                | Ariane Cayer             | Ariane Cayer             | David Tardif        | David Tardif               |
| Conseiller  | Simon Di Genova              | Émeric Amon Sareault | Émeric Amon Sareault | Jordan Craig Larouche     | Jordan Craig Larouche     | Jordan Craig Larouche    | Marc-Antoine Lemay      | Alec Ordon         | Alec Ordon         | Adam Margineanu-Plante       | Marc-André Provost      | Marc-André Provost      | Odette Lavigne           | Éliane Pion           | Éliane Pion              | Frédéric St-Jean         | Charles Fraser-Guay | Karina Maryse Auger        |
| Conseiller  | Édouard Fournier             | Édouard Fournier     | Édouard Fournier     | Timothée Langlois         | Étienne Mailloux-Lavoie   | Vincent Vallée           | Nando Daniel Pastorino  | Vanessa Bisson     | Élisabeth Gendron  | Marc-André Bouvette          | Marc-André Bouvette     | Guillaume Rousseau      | Julie Durand             | Jean-François Legault | Nicolas Hamel-Côté       | Alexandre Mailloux       | Myriam D'Arcy       |                            |
| Conseiller  | Julien Faucher               | Guillaume Ringuette  | Guillaume Ringuette  | Félix Trudeau-St-Cerny    | Félix Trudeau-St-Cerny    | Liam Buell               | Marc-Antoine Carrière   | Nicolas St-Onge    | Nicolas St-Onge    | Étienne-Alexandre Beauregard | Valérie Gobeil          | Valérie Gobeil          | Rosie-Anne R. Vallières  | Vacant                | Alexandre Goyer          | Sabrina Plante           | Julien Verville     | Christine Normandin        |

*Les rôles ont été modifiés lors du congrès extraordinaire de 2019 du Parti Québécois

## Loi 101 au CÉGEP
Depuis 2020, l'aile jeunesse a fait de l'application de la loi 101 au cégep un de ses principaux chevaux de bataille, après avoir reçu l'appui du congrès jeune en 2020 et 2021, l'aile jeunesse a apporté la proposition au Conseil national d'avril 2021 où la proposition reçut l'appui de 94% des délégués. Lors du congrès de décembre 2021 la proposition s'inscrivit officiellement dans le programme du parti lorsqu'elle reçut un appui unanime des délégués de partout au Québec. Malgré les doutes de certains au début du processus, la loi 101 au cégep est devenue très populaire au sein de la population québécoise, selon un sondage 58% de la population appuie la mesure et 38 syndicats d'enseignant de cégep ont voté en faveur du projet. 

## Logo

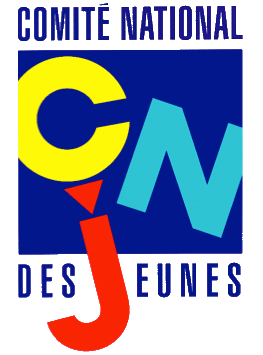
Logo du CNJPQ en 1994
Logo du CNJPQ jusqu'en 2015
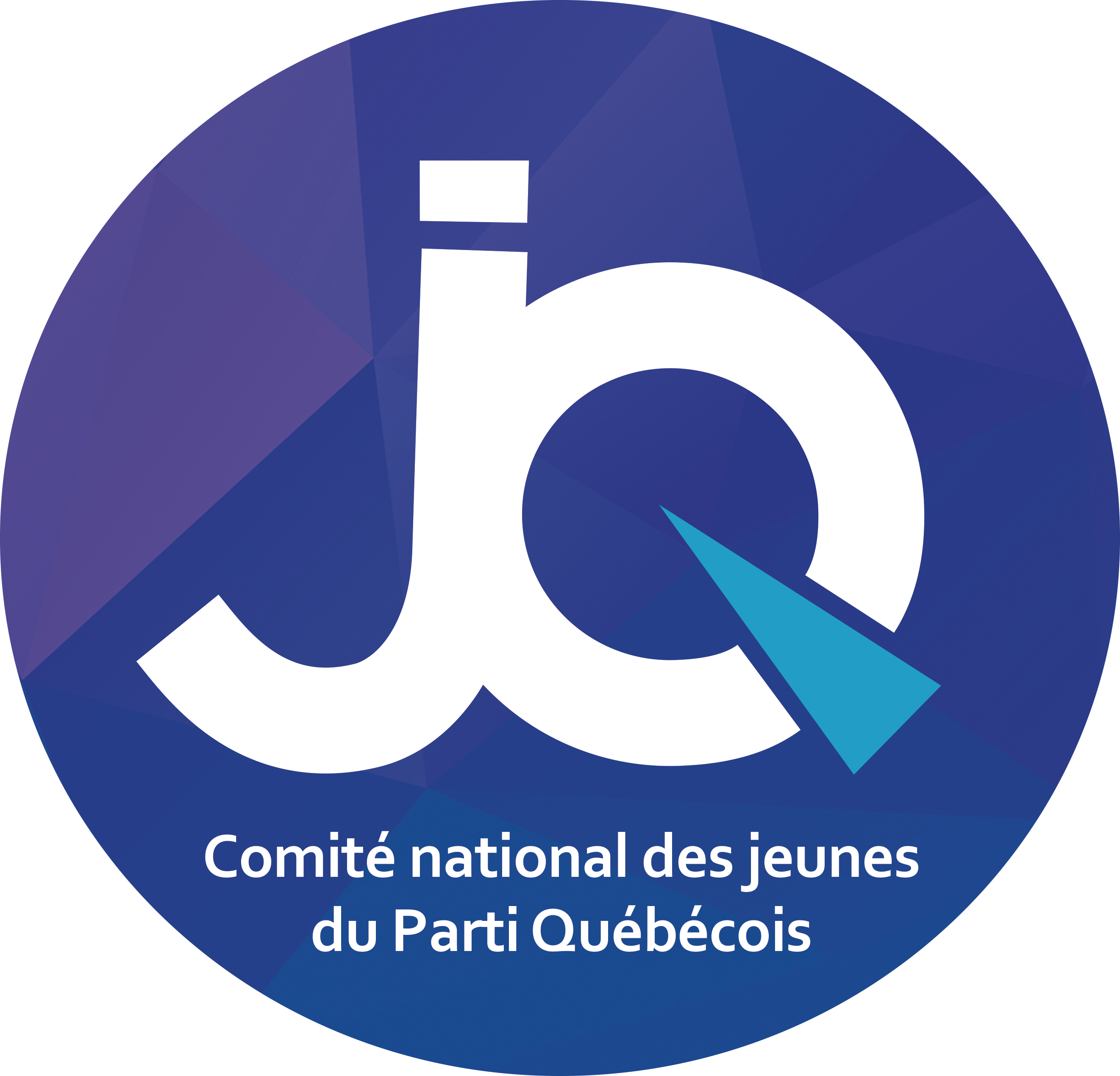
Logo du CNJPQ entre 2015 et 2022
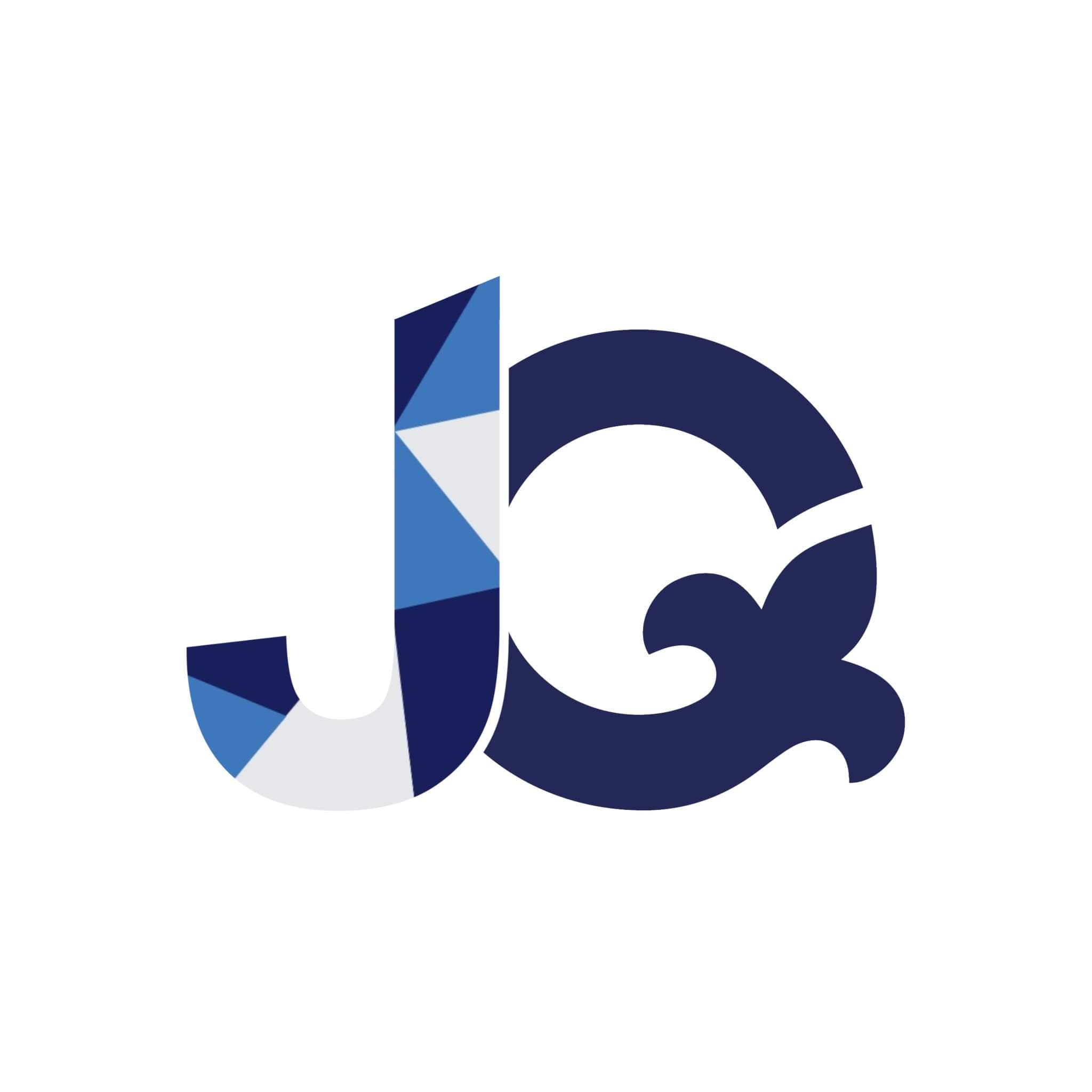
Logo du CNJPQ depuis 2022